# Ingrid Seynhaeve
Ingrid Seynhaeve (née le 28 juin 1973 à Menin) est un mannequin belge.
En 1991, elle a gagné le concours Elite Model Look. Depuis lors, elle apparaît dans les publicités de Guess, Ralph Lauren, Saks Fifth Avenue, et Victoria's Secret. Ingrid Seynhaeve fait la couverture de Elle (édition argentine, mai 1997), Amica, Shape, Vital (août 1995) et Max (2002) . Elle a défilé pour Michael Kors, Carolina Herrera, Nicole Miller, Elie Saab, Victoria's Secret, Bella Freud, et Bill Blass, entre autres.

## Défilés
- Prêt-à-porter : Automne-hiver 1995 : Michael Kors, Ralph Lauren
- Haute couture : Automne-hiver 1995 : Hanae Mori, Louis Feraud
- Prêt-à-porter : Printemps-été 1997 : Bella Freud, Bill Blass, Carolina Herrera, Emporio Armani, Fusco, Gemma Kahng, Gres, Laura Biagiotti, Nicole Miller, Oscar de la Renta, Ralph Lauren
- Prêt-à-porter : Automne-hiver 1997 : Mulberry (en), Ralph Lauren
- 1999 & 2000 Victoria's Secret
- Prêt-à-porter : Automne-hiver 2002 : Elie Saab